# Contact hitter
Contact hitter – w baseballu: pałkarz, który posiada wyższą niż inni odbijający zdolność trafiania kijem w narzuconą przez miotacza piłkę, co powoduje, że trudno jest go wyautować strike'iem. Umiejętność ta przekłada się też zwykle na wysoką skuteczność odbicia, ale niekoniecznie na siłę uderzenia.
Jednym ze sposobów oceny tej cechy jest stosunek sumy pojawień się na pałce (AB) do liczby strikeoutów (SO).

## Rekordy
Rekord kariery MLB należy do Williego Keelera (lata 1892-1910), którego wskaźnik AB/SO wyniósł 63,2. Obecnie, w wyniku ewolucji gry oraz dużo „agresywniejszego” sposobu narzucania piłki przez miotaczy, najlepsi contact hitters z trudem przekraczają 20 AB/SO. Ostatnim graczem MLB, któremu udała się ta sztuka, był Juan Pierre, który w 2001 roku uzyskał 21,3 AB/SO. Do niego należy także rekord kariery wśród aktywnych zawodników (16,0).